# Mókša
Mókša nebo také muktí znamená ukončení samsáry (koloběhu života).
Tento termín se užívá především v hinduistických náboženstvích a má
velmi blízko k termínu nirvána, který užívají buddhisté. Ačkoli obě
náboženství si kladou za cíl vysvobození ze samsáry, každé z nich
nabízí jinou cestu, jak tohoto osvobození dosáhnout.

## Mókša v hinduismu
V hinduismu existuje několik způsobů, kterými lze mókši dosáhnout. První a nejstarší způsob je způsob obětnického činu (karmamárga). Je založen na zápalných obětech, kdy člověk obětuje
velkou část svého majetku, aby měl zaručen věčný pobyt v nebi. Zastánci druhého způsobu tvrdí, že stačí správné chování (áčára), tato cesta se tedy nazývá áčáramárga. Třetí cesta je džňána (džňánamárga), tedy cesta spojení brahma s átmanem (hinduistický dualismus nepřijímá jednotu bráhmanu s átmanem a tento způsob se popisuje jako spojení s bohem), neboli poznání své bytostné jednoty a totožnosti s brahma. Ten kdo dosáhl tohoto spojení (jógy), může žít dál jako džívanmukta (osvobozený za živa) nebo může „odhodit“ své fyzické tělo a spojí se s brahma.
Může se také stát, že se jedinci nepodaří dovršit žádnou z výše zmíněných cest. Pak by se mohlo zdát, že jeho karma bude špatná a on se tedy znovu zrodí, aby si prožil následky svých zlých i dobrých činů. Nicméně známe ještě jeden způsob, který je mnohem jednodušší. Existuje město zvané Váránasí (nebo také Benáres, Banaras, Kashi) na břehu řeky Gangy, které je pro hinduisty svaté, podobně jako je pro muslimy svatým městem Mekka. Smrt je v tomto městě vítaným hostem a pohřební ohně zde hoří stále. Jsou připraveny pro nebožtíky, kteří ještě zaživa váží dlouhou cestu, aby zde mohli naposledy vydechnout. Skonání na tomto místě je zárukou dosažení mókši.

## Mókša v jiných náboženstvích
Kromě hinduistů užívají termínu mókša i džinisté, kteří volně zaměňují termíny mókša a nirvána, neboť podle nich mají totožný význam. Mókša v džinismu má blíže k nirváně v buddhismu.